# Коріканча (храм Сонця)
13°31′12″ пд. ш. 71°58′33″ зх. д. / 13.520111° пд. ш. 71.975722° зх. д.
Храм Коріканча (храм Сонця), кеч. Qurikancha, дослівно. «Золотий храм», первинна назва кеч. Intikancha — найголовніший храм імперії інків та область навколо в нього з комплексом релігійних споруд, що розташовувалися в столиці Куско. Назва з кечуа перекладається як «Золотий храм», колишня назва Інтіканча, тобто «Храм Сонця». На тепер залишилися лише окремі частини будівель. Зведено за наказом Сапа Інки Пачакутіка.

## Історія
«Храм Сонця» був найважливішим храмом Імперії Інків, споруджений в 1438 р. Зруйнований після вторгнення конкістадорів. У цей час у центрі міста Куско в Перу збереглися руїни храму. Після сильного землетрусу в 1650 р. над ними було збудовано Собор Санто-Домінго (Святого Домініка). Чотири колишні приміщення храму були використані під монастир Сильний землетрус в 1950 р. ушкодило собор і оголило деякі руїни інкського храму

## Опис
Коріканча розташовувалася у Верхньому Куско, місці перебування імператора, представники правлячої династії, верховного духівництва, найвищаї знаті. Сам Храм Коріканча зведено неподалік від головної площі Уакапата (Радощі).
Центральний храм району Коріканча був присвячений «батькові інків» богу-Сонцю Інті. Стіни Храму Сонця зверху донизу були облицьовані золотими пластинами, оскільки для інків золото було символом Сонця. Усередині храму знаходився вівтар з величезним зображенням сонячного диска, від якого у всіх напрямках виходили золоті промені. У східних і західних його стінах були зроблені великі брами, через які сонячні промені проникали в святиню, від чого масивний золотий диск вівтаря спалахував тисячами вогнів. Коли іспанські загарбники Куско ділили награбовану в столиці інків здобич, одному з конкістадорів — Мансіо Сьєрра де Легісамо — дістався цей важкий сонячний диск із золота.
В святині Коріканча шанувалися мумії померлих володарів. Їх поміщали уздовж стін храму, де вони сиділи на величних тронах із золота. Крім того, мумії стояли на підвищенні, яке було вкрито килимом, витканим з золота.
Фрагмент опису храму відомим латиським географом і письменником Артуром Лієлайсом:
| „У великому „золотому” залі храму, стіни якого були викладені золотими пластинами (рис...), можна побачити зображення трьох богів... Зображення бога Сонця – золотий диск з викарбуваним на ньому чоловічим обличчям в обрамленні променів – містилося на західній стіні... Місяць був зображений у вигляді великої овальної золотої пластини, на якій теж було викарбувано людське обличчя. Там була й золота статуя людини на зріст як десятирічна дитина (бог Віракоча)... У головному залі в золотих кріслах сиділи мумії володарів-небіжчиків, там стояв також чудовий золотий трон, на якому під час релігійних церемоній сидів живий сапа інка. У храмі Сонця струмувало п'ять фонтанів. Золотими трубами вода надходила в кам'яні, золоті й срібні басейни, де мили жертовних тварин і плоди. Увесь численний посуд та інші предмети, що використовувались під час релігійних церемоній, виготовляли із золота і срібла... Біля храму „ріс” „золотий сад”, присвячений богові Сонцю, де були відлиті чи викувані із золота дерева, кущі, квіти, а також лами, птахи, плазуни й статуї людей”. |
До Храму Сонця прилягав палац, де розміщувався Верховний жрець Уільяк Уму. Його будинок і п'ять інших будівель, в яких жили помічники Верховного жерця, були вкриті білою соломою з вплетеною в неї золотий дротом.
У районі Коріканча шанувалося не тільки Сонце. У сусідньому храмі шанувався срібний Місяць — дружина і сестра Сонця. На вівтарі Храму Місяця виблискував масивний срібний диск. Уздовж стін Храму Місяця на срібних тронах сиділи мумії покійних дружин верховних Інків.
Третя з святинь в Коріканчі була присвячена Венері. Будівля цього храму, що складається з двох частин встояло перед атаками іспанських конкістадорів і досі прикрашає Куско. На іншій стороні комплексу будівель в Коріканча розташовувалися два святилища: одне з них було присвячено грому, інше — блискавки, близько такого ж розміру, що і останнє, було третє святилище, в якому шанувалася веселка.
До «єпархії» Коріканча належав жертовник. Його вузькі жолоби, по яких стікала кров тварин, убитих за ритуалом, збереглися до сьогодення. Зокрема, тут знаходився маленький внутрішній дворик, в якому стояла велика, вирубана з кам'яної брили, посудина. В ній для Сапа Інків готувалося улюблене ними маїсове пиво — чічу. У цій кам'яній посудині здійснювала ритуальне обмивання під час офіційного «вінчання» койя — сестра і законної дружина Інки.
Усе золото з храмів Коріканчи були розграбовані іспанцями. За свідченнями очевидців лише з однією будівлі було знято 700 золотих пластин вагою 500 іспанських песо.

## Галерея

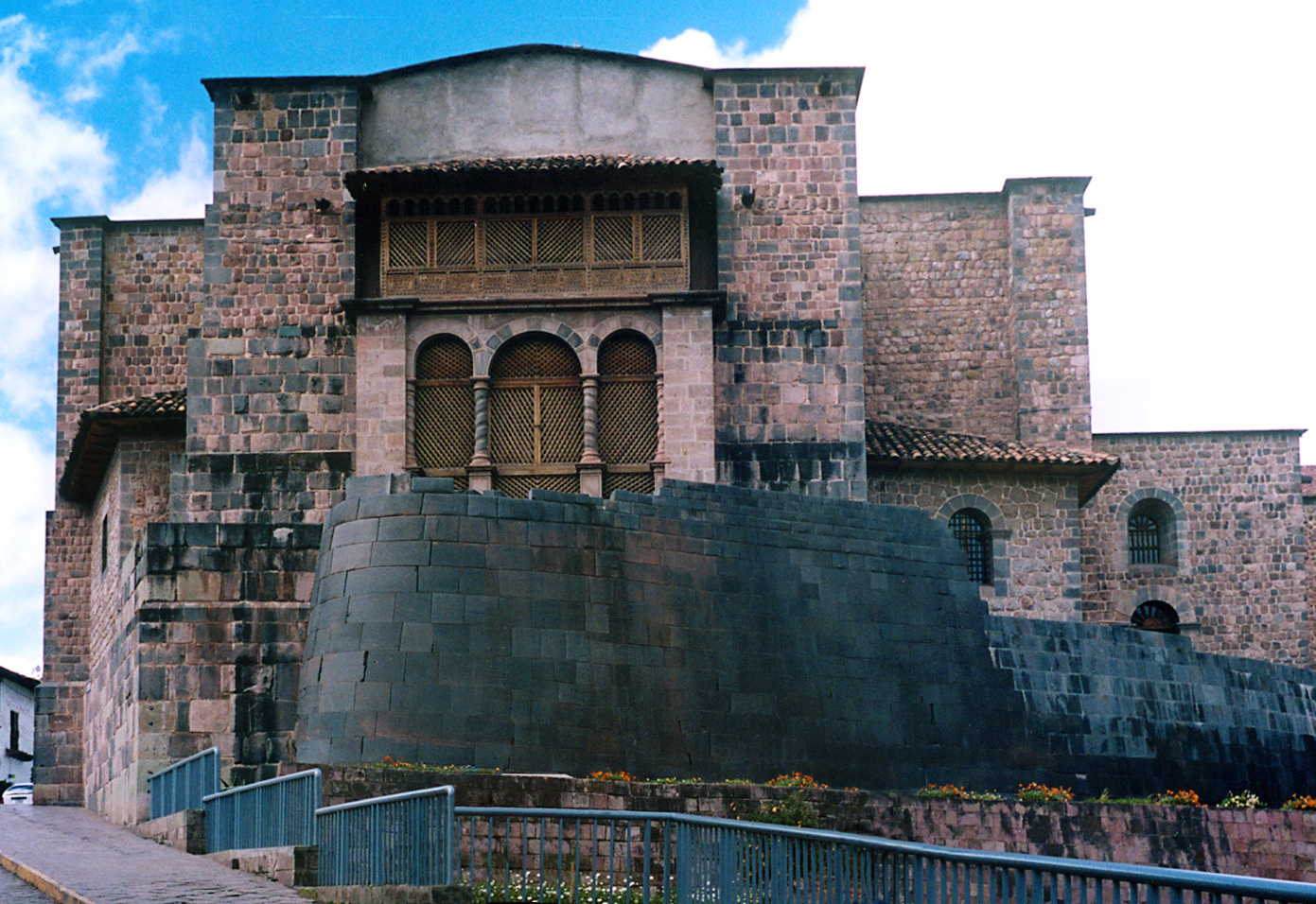
Коріканча
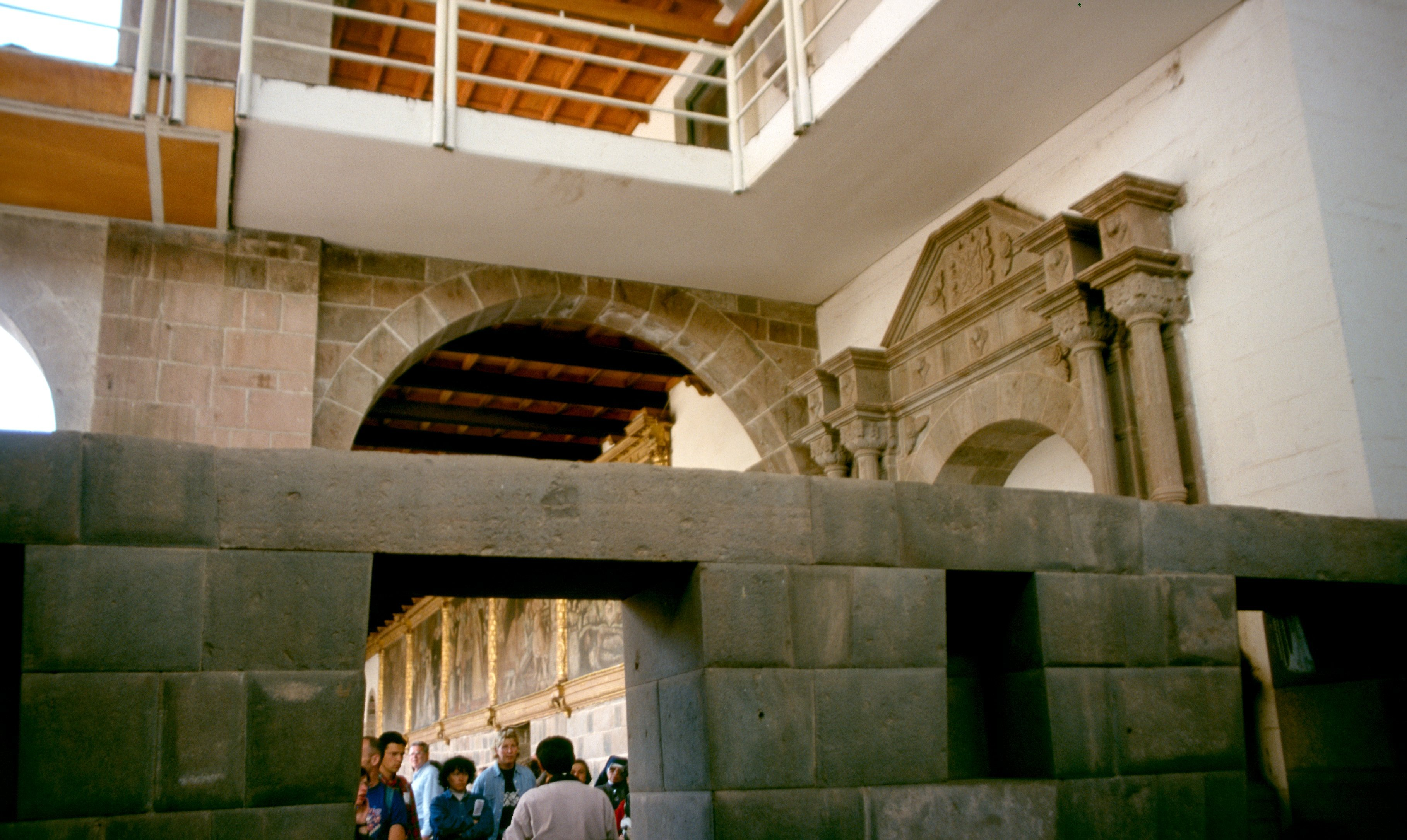
перебудовані залишки стін храму Коріканча в соборі Санто-Домінго в м. Куско
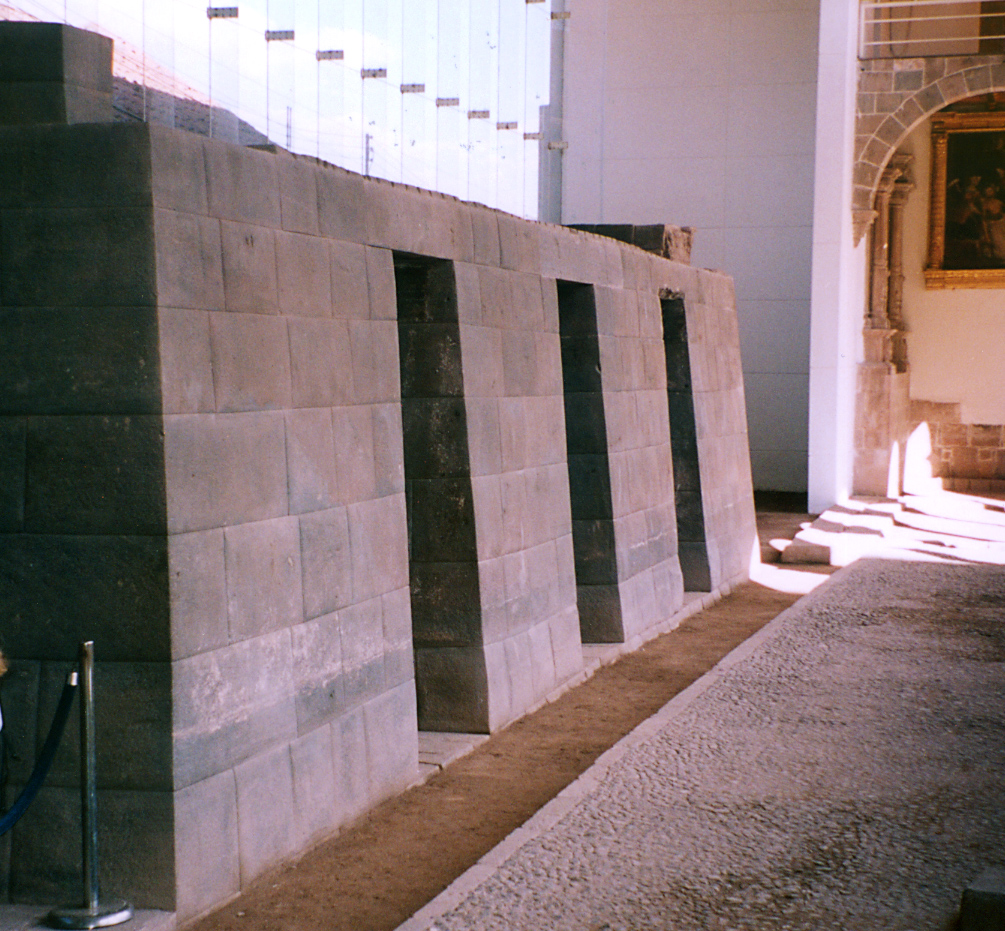
стіна храму Коріканча часів інків, вбудована в собор Санто-Домінго
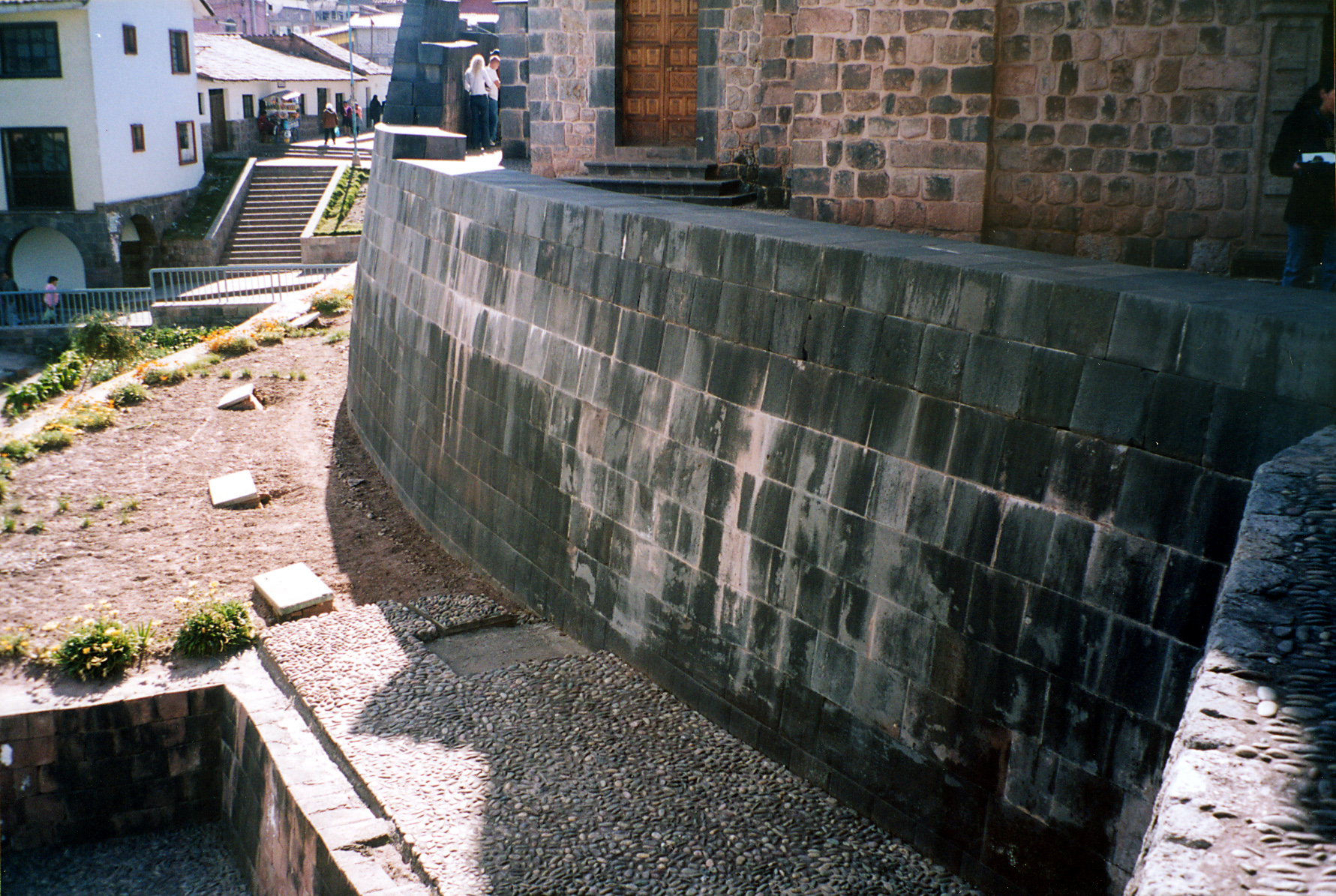
деталь зовнішньої стіни
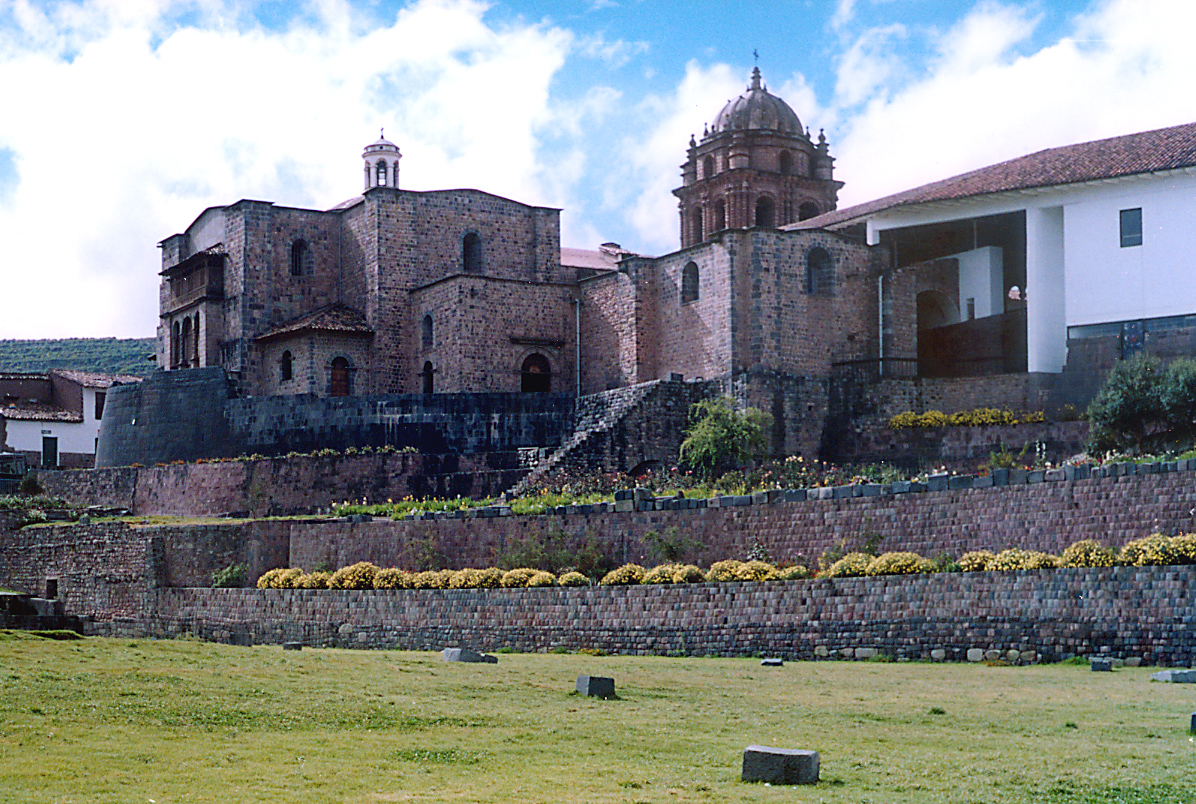
Коріканча — вид з ріки.